# Coccygodes townesorum
Coccygodes townesorum là một loài tò vò trong họ Ichneumonidae.